# Georges Bereta
Georges Bereta (ur. 15 maja 1946 w Saint-Étienne, zm. 4 lipca 2023) – francuski piłkarz polskiego pochodzenia, zawodnik reprezentacji Francji w latach 1967–1975.

## Wyróżnienia
- mistrzostw Francji (6): 1967, 68, 69, 70, 74, 75 AS Saint-Étienne
- Puchar Francji (4): 1968, 70, 74 AS Saint-Étienne, 1976 Olympique Marsylia